# Quatre-bosses
 (mars 2023).
Si vous disposez d'ouvrages ou d'articles de référence ou si vous connaissez des sites web de qualité traitant du thème abordé ici, merci de compléter l'article en donnant les références utiles à sa vérifiabilité et en les liant à la section « Notes et références ».

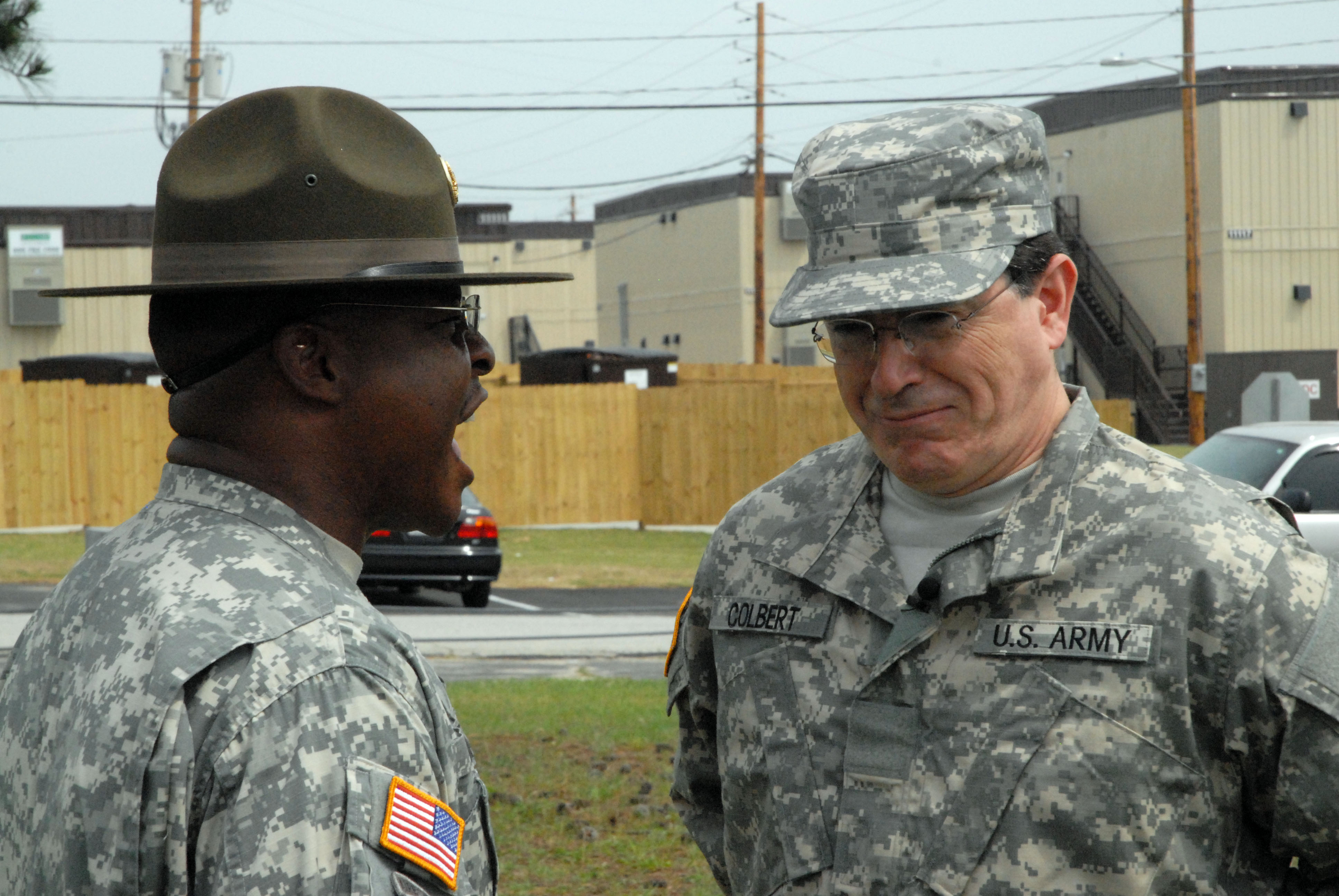
L'homme de gauche porte un quatre-bosses.

Le Quatre-bosses est un chapeau en feutre brun, connu pour être utilisé par les scouts ainsi que dans plusieurs forces armées et forces de l'ordre.

## Morphologie et conception
Le chapeau en feutre, que ce soit de laine ou de poil de lapin, est une pièce unique. Le feutre tire sa particularité d’un assemblage très serré de poils d’animaux ou de fibres de laine. Le feutrage est d’abord un phénomène naturel venant de la matière première vivante : la laine ou le poil de lapin. En effet, le poil de ces animaux « feutre » naturellement quand il fait froid et humide pour assurer une protection à l’animal, le poil se rétracte sur lui-même. Si on regarde à la loupe la zone extérieure d’un poil ou brin de laine ou cuticule, on verra qu’elle est formée de cellules plates ou écailles qui se chevauchent comme les tuiles d’un toit. C’est cette présence d’écailles qui donne à la laine sa « feutrabilité », c’est-à-dire sa propriété de « feutrer ». Le feutrage se traduit par un gonflement des fibres, d’où épaississement et retrait, et un enchevêtrement de l’ensemble. Il en résulte une agglomération compacte une sorte de « soudure » des éléments du tissu. C’est ce phénomène qui voudrait être évité par la ménagère quand elle lave un pull de laine naturel, car après lavage, la taille du pull diminue et l’aspect du pull est un peu feutré. Le feutrage peut être provoqué, l’opération s’appelle le foulage, et il est favorisé par l’humidité, la chaleur, des actions mécaniques (frottements, pressions, percussions), ou encore l’action des produits alcalins ou acides. 
La matière première provient des « couperies de poils » où les poils sont préparés, arrachés de la peau, lavés et triés, avant d’être livrés aux usines. Coupés en petits morceaux très fins. Après pesage, les poils sont mélangés dans une « souffleuse » machine qui a remplacé l’ouvrier « arçonneur » d’autrefois. Puis ils sont aspirés dans une autre machine. Celle-ci réalise l’antique opération de « bastissage » qui ébauche un premier modelé du mélange de poils : ceux-ci sont projetés dans une chambre, où est injectée beaucoup de vapeur, sur des cônes en cuivre. Les poils tombent comme de flocons de neige sur ces cloches auxquelles ils adhèrent par aspiration pour former une pellicule dont l’épaisseur et le poids sont déterminés à l’avance suivant le produit que l‘on veut obtenir. Ce fragile assemblage de poils de laine ou de lapin en forme de « cloche » est ensuite extrait délicatement de son support et sera consolidé par le « simoussage », mais c’est le foulage qui donne toutes ses propriétés de solidité du feutre.
Le but du foulage est d’augmenter l’épaisseur. Il met à profit la « feutrabilité » des laines. Le feutre, imprégné d’une solution faiblement alcaline, est introduit dans une « fouleuse » en atmosphère chaude. Il y est entraîné, dans une circulation « sans fin », au cours de laquelle il subit des actions mécaniques : percussions (actions de maillets), compressions longitudinales (passage dans des « trompes » où il s’accumule) et compressions transversales (passages dans des « couloirs » qui le serrent en largeur). Les diverses actions sont dosées : en nombre, en intensité, en durée, et le foulage est plus ou moins poussé. Le feutre devient plus épais, plus compact, sa résistance est augmentée ainsi que son pouvoir de rétention calorifique. C’est le lent frottement des fibres entre elles qui toujours sous présence de vapeur provoque le feutrage et en particulier l’interpénétration des fibres. La « cloche » diminue de façon importante lors de ces pressions vigoureuses et donne son premier aspect de « cloche de feutre » avant le formage définitif. Les dimensions du « cône » sont vérifiées pour éviter que le feutre ne « rentre » trop. Une fois la dimension définitive atteinte, le chapeau de feutre est donc une seule pièce, sans aucune couture. Elle peut être ensuite passée dans un bain de teinture avant de recevoir un nouveau passage au feutrage.
La pièce égouttée est ensuite prête à être travaillée. Elle va recevoir un apprêt, c’est l’apprêtage. Il consiste à imprégner les pièces d’une mixture d’apprêtage qui renferment des produits épaississants ayant un grand pouvoir de gonflement au contact de l’eau (gomme arabique ou adragante) et des produits auxiliaires, destinés à adoucir, assouplir, charger. Le but est de donner de la fermeté au feutre suivant la densité voulue pour le bord du chapeau ou la calotte. Ce travail se fait toujours sous vapeur. C’est lors de cette phase que l’on procède également à l’ouverture du bord donnant une image déjà voisine du chapeau final. La pièce de feutre est séchée puis subit un premier ponçage, rasage et quelques finitions. Elle est séchée par un passage à l’étuve à 130, 140 °. Elle est ensuite remise sous vapeur pour recevoir un deuxième apprêt. Ce deuxième apprêt donne l’imperméabilité, c’est l’« hydrofugeage ». On imprègne le feutre de produit type gélatine, capable de se transformer en laissant un dépôt, mais celui-ci ne colle pas les fils. Le feutre « repousse » l’eau qui glisse à la surface, sans pénétrer les fils; il conserve sa perméabilité à l’air et sa souplesse.
On donne ensuite la forme définitive du chapeau, en le passant à chaud dans un moule pour prendre la forme voulue. Les moules sont en aluminium, il y en un par taille. Le pressage s’effectue à chaud. Le chapeau subit ensuite les dernières finitions, dont la coupe, la pose de la garniture en cuir. Le cuir utilisé est un cuir naturel. Un dernier passage de rasage et de ponçage permet de finir de l’assouplir. Notons que l’apprêt est un produit naturel venant des Indes. C’est une pâte blanche qu’il faut faire bouillir, appelée « gomma lacca ». Ce produit pénètre bien dans le feutre. Nous avons ainsi un produit entièrement réalisé à partir d’éléments naturels.

## Scoutisme

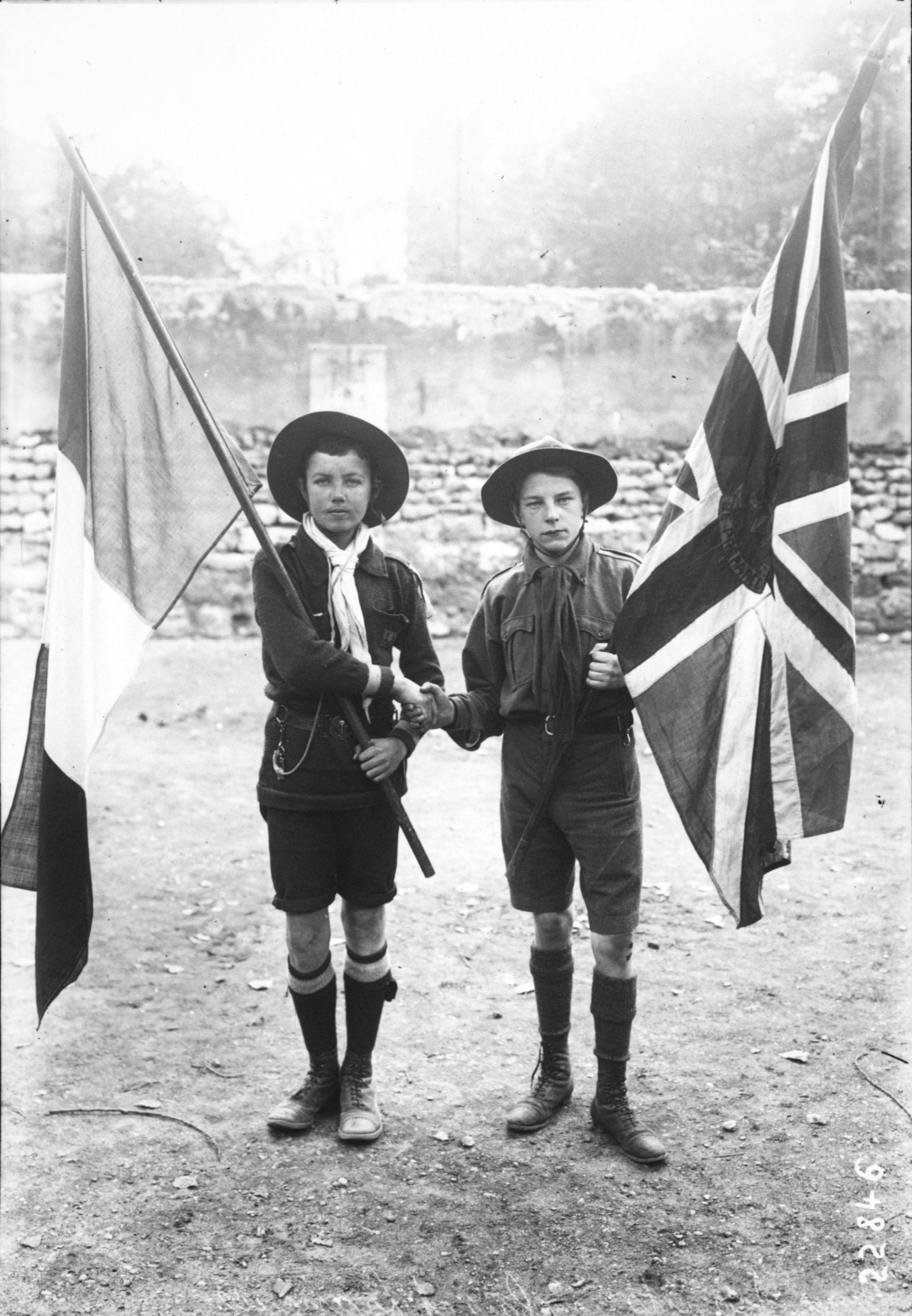
Scouts français et anglais portant le quatre-bosses.

Baden-Powell est toujours représenté portant le chapeau « scout » et son iconographie est multiple et très variée. Il l’avait déjà adopté pour ses premières unités d’éclaireurs africains puis pour le corps de troupe « South African Constabulary » qu’il créa en Afrique du Sud. Massivement utilisé jusqu'après la seconde guerre mondiale, il est depuis délaissé en Europe depuis la fin des années 50. 
Dans l'imaginaire des enfants européens de l'époque de Baden-Powell, ce chapeau était associé à la Gendarmerie royale du Canada, aux grandes plaines et aux Indiens d'où son succès dans les premières troupes scoutes en Angleterre. Mais il est remarquable qu'en France (et en Allemagne...), certains éclaireurs d'avant 1914 aient adopté un chapeau plus semblable à celui des Boers (calotte ronde, coiffe plate, un bord relevé ou non). 
Après la Première Guerre mondiale, le 4 bosses, encore appelé en France chapeau BP, se répandit très largement dans le scoutisme mondial. Aujourd'hui en France  le quatre-bosses fait toujours partie de l'uniforme de quelques associations dont les Scouts Unitaires de France, ainsi que les Scouts de Riaumont. Quelques rares groupes Scouts et Guides de France le portent aussi et certaines unités de l'Association des Guides et Scouts d'Europe en font usage en tenue de camp, uniquement, car cet effet ne fait pas partie de son uniforme...

## Usages actuels
De couleur beige le quatre-bosses est la coiffure de parade de la Gendarmerie royale du Canada. Il a précédemment été de couleur noire en tenue de service. 
De couleur vert olive il est la coiffure distinctive des instructeurs de l'US Army. 
De couleur beige ou vert sapin il est le couvre-chef des gardes forestiers des États-Unis (rangers). 
Il peut également faire partie de la tenue de certaines forces de polices, notamment la police routière (highway patrols).